# El Último Adiós
„El Último Adiós” este un cântec al interpretei mexicane Paulina Rubio. Acesta fost compus de Chris Rodriguez pentru cel de-al cincilea material discografic de studio al artistei, Paulina. „El Último Adiós” a fost lansat ca cel de-al doilea single al albumului în a doua jumătate a anului 2000. 
Cântecul a urcat pe locul 1 în Chile, Columbia, Guatemala, Mexic, Venezuela și s-a poziționat pe locul 18 în Billboard Hot Latin Songs.

## Clasamente
| Clasament                          | Poziția maximă | Referință |
| ---------------------------------- | -------------- | --------- |
| Argentina Singles Chart            | 2              | [ 3 ]     |
| Bolivia Singles Chart              | 3              | [ 3 ]     |
| Brasil Hot 100                     | 16             | [ 4 ]     |
| Columbia Singles Chart             | 1              | [ 3 ]     |
| Chile Singles Chart                | 1              | [ 3 ]     |
| Guatemala Singles Chart            | 1              | [ 3 ]     |
| Italy Singles Chart                | 38             | [ 5 ]     |
| Mexic Singles Chart                | 1              | [ 3 ]     |
| Spain Singles Chart                | 3              | [ 6 ]     |
| Billboard Hot Latin Songs          | 18             | [ 7 ]     |
| Billboard Latin Pop Airplay        | 13             | [ 7 ]     |
| Billboard Latin Tropical Airplay   | 24             | [ 7 ]     |
| Billboard Regional Mexican Airplay | 40             | [ 7 ]     |
| Venezuela Singles Chart            | 1              | [ 3 ]     |